# 李鹤年 (1912年)
李鹤年（1912年4月19日—2000年2月25日），字鸣皋，别署蹇斋，男，天津人，祖籍浙江绍兴，中国古文字学家、文学家、书法家，曾任天津市书法家协会副主席、天津文史研究馆名誉馆员，室名有浪花平安馆、雨痴、坛海楼、归燕草堂、承素堂等。

## 生平
1938年毕业于南开大学；1966年到南郊区葛沽煤场接受劳动改造；1983年平反，任天津市文史研究馆干部、天津市书法家协会副主席；1990年离休，被聘为天津市文史研究馆名誉馆员。